# Spawn/Batman
Spawn/Batman es una historieta de one-shot, escrito por Frank Miller e ilustrado por Todd McFarlane, publicado simultáneamente por DC Comics e Image Comics. El crossover muestra a los personajes Batman y Spawn.

## Sinopsis
Batman viaja a Nueva York en busca de un arsenal de armas de alta tecnología y robots que usan cabezas humanas decapitadas como sus sesos.
Spawn, por su parte investiga a un extraño que está secuestrando a los mendigos de Rat City y en su cruzada conoce a un extraño encapotado (Batman) y, confundiéndolo con el asesino, lo enfrenta. Antagonismo, confrontación y sospechas el uno al otro, Spawn y Batman se enfrentan en una batalla violenta (en la que Spawn sale con una herida en la cara al final del cómic y batman es herido mortalmente y curado por Spawn) antes de realizar, muy a su pesar, una tregua al ver que ambos buscaban lo mismo. La persona que ellos buscan ha estado secuestrando y decapitando a los mendigos para aplicarlos en sus robots, pero esto es sólo la parte del plan: hay también un arsenal nuclear listo a ser desplegado.

## Curiosidades
- Hasta la actualidad se han hecho tres crossover sobre estos personajes; el segundo es Batman/Spawn; War devil, publicado el mismo año que la obra de Miller mientras que el tercero es una obra de Greg Capullo llamada «Inner Demons», con Joker y Violator como antagonistas, sin embargo este especial jamás llegó a ser publicado.
- El cómic se encuentra ubicado cronológicamente, en el caso de Batman, después de su enfrentamiento con Bane y, en el caso de Spawn, después de su encuentro con Houdini.
- Un elemento característico de Spawn era una enorme herida en su rostro suturada con una agujeta que llevó por más de treinta números, en la serie regular jamás se explica directamente su origen ya que solo aparece desde el momento en que la están cosiendo. Esta lesión fue producto de Batman, quien durante el desenlace de este crossover lo ataca clavando un batarang en su rostro.

## Publicación
- Spawn-Batman[1]
- Batman/Spawn: War Devil[2]